# Piotr Lenar
Piotr Lenar (ur. 13 marca 1958 w Krakowie) – polski operator filmowy, członek Europejskiej Akademii Filmowej, Stowarzyszenia Autorów Zdjęć Filmowych (PSC) oraz Berufsverband Kinematografie (BVK).

## Życiorys
Piotr Lenar ukończył w 1987 studia na Wydziale Operatorskim PWSFTviT w Łodzi. Współpracował z Janem Jakubem Kolskim, czego efektem był m.in. film Jańcio Wodnik (1993) – jeden z najważniejszych polskich obrazów lat 90.
Od 1989 roku do 2010 roku Lenar mieszkał i pracował w Niemczech. Tam współtworzył m.in. z takimi twórcami jak Urs Odermatt, Thomas Jahn, Dieter Wedel i
Lenhard Fritz Krawinkel. Pracował również w USA razem z Michaelem F. Huse. W 2010 roku założył prywatną szkołę filmową Akademia Multi Art w Krakowie.

## Filmografia
- 2014 Serce Seduszko, reż. Jan Jakub Kolski.
- 2009 Milion dolarów, reż. Janusz Kondratiuk
- 2008 Klinik am Alex, reż. Roland Suso Richter, Uli Möller
- 2007 Pitbull 3 reż. Kasia Adamik, Xawery Żuławski, Greg Zgliński
- 2006 Pitbull reż. Patryk Vega
- 2005 Papa und Mama, reż. Dieter Wedel.
- 2005 Fredo, reż. Cecilia Malmström.
- 2005 Kryminalni, reż. Patryk Vega, Piotr Wereśniak.
- 2004 Coffee Beans for a Life, reż. Helga Hirsch.
- 2003 SOKO Leipzig – Die Tote aus Riga, reż. Patrick Winczewski.
- 2003 Sabine!, reż. Patrick Winczewski.
- 2003 Ihr schwerster Fall, reż. Patrick Winczewski.
- 2002 Balko, reż. Uli Möller, Thomas Jahn.
- 2001 Verrückt nach Paris, reż. Eike Besuden, Pago Balke.
- 2000 Cały ten zgiełk, reż. Piotr Lenar.
- 1999 Sumo Bruno, reż. Lenard Fritz Krawinkel.
- 1998 Jets, reż. Klaus Witting.
- 1998 Kai Rabe gegen die Vatikankiller, reż. Thomas Jahn.
- 1998 Tatort – Ein Hauch von Hollywood, reż. Urs Odermatt.
- 1997 Herzbeben, reż. Thomas Jahn.
- 1996 Die Story von Monty Spinnerratz, reż. Michael F. Huse.
- 1996 Zerrissene Herzen, reż. Urs Odermatt.
- 1995 Szabla od komendanta, reż. Jan Jakub Kolski.
- 1995 Exclusion, reż. Hans Peter Clahsen, Michael F. Huse.
- 1994 Kalter Krieg, reż. Erika Fehse.
- 1994 Der Koffer, reż. Stefan Julian Neuschaefer.
- 1994 Grający z talerza, reż. Jan Jakub Kolski.
- 1993 Can und Oleg, reż. Yasemin Akai.
- 1993 Die Schlafwandlerin, reż. Stefan Julian Neuschaefer.
- 1993 Cudowne miejsce, reż. Jan Jakub Kolski.
- 1993 Jańcio Wodnik, reż. Jan Jakub Kolski.
- 1992 Magneto, reż. Jan Jakub Kolski.
- 1992 Moje drzewko Pomarańczowe, reż. Dorota Kędzierzawska.
- 1992 Pograbek, reż. Jan Jakub Kolski.
- 1991 Si Mustapha, reż. Erika Fahse.
- 1990 Im Westen alles nach Plan, reż. Hans Peter Clahsen, Michael F. Huse.
- 1988 Jemioła, reż. Wanda Różycka
- 1987 Idź, reż. Grzegorz Królikiewicz.
- 1986 Słowiański świt, reż. Jan Jakub Kolski.